# Ulster Grand Prix 1952
De Ulster Grand Prix 1952 was de zesde Grand Prix van het wereldkampioenschap wegrace in dit seizoen. De races werden verreden 14 en 16 augustus op het Clady Circuit, een stratencircuit in County Antrim. In Ulster kwamen vier klassen aan de start: 500 cc, 350 cc, 250 cc en 125 cc. In die laatste klasse werd de wereldtitel beslist. De 350cc-titel was al eerder beslist.

## Algemeen
De 350cc-klasse reed al op donderdag, de andere klassen op zaterdag, maar niet meer - zoals in voorgaande jaren - allemaal tegelijk. Dat systeem was er de oorzaak van geweest dat coureurs die normaal in meerdere klassen reden moest kiezen voor één bepaalde klasse. Een jonge toekomstig wereldkampioen scoorde zijn eerste WK-punt: de 18-jarige John Surtees werd zesde in de 500cc-race. Cromie McCandless deed goede zaken op het circuit dat hij als zijn broekzak kende omdat het bestond uit openbare wegen op slechts enkele kilometers van zijn geboorteplaats Belfast: hij won de 500cc-race. Cecil Sandford stelde zijn wereldtitel in de 125cc-klasse veilig.

## 500cc-klasse
In de 500cc-race van Ulster startten 32 rijders, waarvan er 22 de eindstreep haalden. De belangrijkste uitvallers waren de leiders in het wereldkampioenschap Reg Armstrong en Umberto Masetti. Derde man in het WK Geoff Duke kon door een blessure niet deelnemen. De Italianen hadden zich echter ingedekt: Bill Lomas beschikte voor de gelegenheid over een MV Agusta 500 4C en Cromie McCandless over een Gilera 500 4C. McCandless won de race met bijna drie minuten voorsprong op Rod Coleman met de AJS E95 en Lomas werd derde. Les Graham reed de snelste ronde, maar viel uit. Norton was de grote verliezer: zonder Duke kon geen enkele rijder imponeren, mede omdat de andere fabriekscoureurs Syd Lawton en Ken Kavanagh net als Armstrong uitvielen. Daardoor moesten de privérijders de kastanjes uit het vuur halen: Phil Carter en de jonge debutant John Surtees. Armstrong en Masetti bleven aan de leiding van het WK, maar Rod Coleman klom van de zesde naar de derde plaats.
| Pos | Coureur            | Merk      | Tijd      | Punten |
| --- | ------------------ | --------- | --------- | ------ |
| 1   | Cromie McCandless  | Gilera    | 2:28"54'0 | 8      |
| 2   | Rod Coleman        | AJS       | +2"47'3   | 6      |
| 3   | Bill Lomas         | MV Agusta | +5"07'8   | 4      |
| 4   | Jack Brett         | AJS       | +6"14'0   | 3      |
| 5   | Phil Carter        | Norton    | +8"27'4   | 2      |
| 6   | John Surtees       | Norton    | +1 ronde  | 1      |
| 7   | Roy Evans          | Norton    | +1 ronde  |        |
| 8   | Sparks Campbell    | Norton    | +1 ronde  |        |
| 9   | John Guirke        | Norton    | +1 ronde  |        |
| 10  | Jack Bailey        | Norton    | +1 ronde  |        |
| 11  | Malcolm Templeton  | AJS       | +1 ronde  |        |
| 12  | Harry Turner       | Norton    | +1 ronde  |        |
| 13  | Douglas Sides      | Velocette | +2 ronden |        |
| 14  | Reginald MacDonald | AJS       | +2 ronden |        |
| 15  | Rally Dean         | Norton    | +2 ronden |        |
| 16  | Robert Ferguson    | AJS       | +2 ronden |        |
| 17  | Giuseppe Colnago   | Gilera    | +2 ronden |        |
| 18  | John Dickson       | Velocette | +2 ronden |        |
| 19  | Rob Fitton         | Norton    | +3 ronden |        |
| 20  | Fonsie McGovern    | Norton    | +3 ronden |        |
| 21  | J.O. Kerrigan      | Triumph   | +3 ronden |        |
| 22  | Stanley Williamson | Norton    | +3 ronden |        |

| Coureur         | Merk      | Oorzaak |
| --------------- | --------- | ------- |
| Ken Kavanagh    | Norton    |         |
| Les Graham      | MV Agusta |         |
| Syd Lawton      | Norton    |         |
| Reg Armstrong   | Norton    |         |
| Umberto Masetti | Gilera    |         |

| Coureur           | Merk      | Oorzaak  |
| ----------------- | --------- | -------- |
| Auguste Goffin    | Norton    |          |
| Hans Baltisberger | BMW       |          |
| Bill Doran        | AJS       | Blessure |
| Geoff Duke        | Norton    | Blessure |
| Phil Carter       | Norton    |          |
| Carlo Bandirola   | MV Agusta |          |
| Nello Pagani      | Gilera    |          |
| Ray Amm           | Norton    | Blessure |

### Top tien tussenstand 500cc-klasse
| Pos | Coureur           | Merk            | Ptn |
| --- | ----------------- | --------------- | --- |
| 1   | Reg Armstrong     | Norton          | 19  |
| 2   | Umberto Masetti   | Gilera          | 16  |
| 3   | Rod Coleman       | AJS             | 15  |
| 4   | Jack Brett        | AJS             | 14  |
| 5   | Geoff Duke        | Norton          | 12  |
| 6   | Ken Kavanagh      | Norton          | 10  |
| 7   | Ray Amm           | Norton          | 9   |
| 7   | Les Graham        | MV Agusta       | 9   |
| 7   | Cromie McCandless | Norton / Gilera | 9   |
| 10  | Bill Doran        | AJS             | 6   |
| 10  | Bill Lomas        | AJS / MV Agusta | 6   |

## 350cc-klasse
De 350cc-race werd al op donderdag 14 augustus gereden, zonder de geblesseerde Ray Amm en de eveneens geblesseerde wereldkampioen Geoff Duke. Ken Kavanagh won de race voor zijn Norton-teamgenoot Reg Armstrong en Rod Coleman.
| Pos | Coureur           | Merk      | Tijd | Punten |
| --- | ----------------- | --------- | ---- | ------ |
| 1   | Ken Kavanagh      | Norton    |      | 8      |
| 2   | Reg Armstrong     | Norton    |      | 6      |
| 3   | Rod Coleman       | AJS       |      | 4      |
| 4   | Jack Brett        | AJS       |      | 3      |
| 5   | Ernie Ring        | AJS       |      | 2      |
| 6   | Mike O'Rourke     | AJS       |      | 1      |
| 7   | C.M. Luck         | Velocette |      |        |
| 8   | Robin Sherry      | AJS       |      |        |
| 9   | W.J. Campbell     | Norton    |      |        |
| 10  | J. Bailey         | Norton    |      |        |
| 11  | Roy Evans         | AJS       |      |        |
| 12  | Bill Hall         | Velocette |      |        |
| 13  | Vic Willoughby    | Velocette |      |        |
| 14  | Tom Turner        | Norton    |      |        |
| 15  | A.K. Howth        | AJS       |      |        |
| 16  | L. Starr          | AJS       |      |        |
| 17  | Bob Browne        | AJS       |      |        |
| 18  | D. Sides          | Velocette |      |        |
| 19  | Malcolm Templeton | AJS       |      |        |
| 20  | Robert Ferguson   | AJS       |      |        |
| 21  | L. Williams       | Norton    |      |        |
| 22  | K.W. Swallow      | Norton    |      |        |
| 23  | J. McIlwrath      | AJS       |      |        |
| 24  | R.L. MacDonald    | AJS       |      |        |
| 25  | J.G. Dixon        | Velocette |      |        |
| 26  | A.R. Verity       | AJS       |      |        |
| 27  | Rally Dean        | Norton    |      |        |
| 28  | W.R. Evans        | AJS       |      |        |
| 29  | F. Ward           | Norton    |      |        |
| 30  | J.R.T. Upton      | Norton    |      |        |
| 31  | J. Woods          | Norton    |      |        |

| Coureur    | Merk   | Oorzaak  |
| ---------- | ------ | -------- |
| Geoff Duke | Norton | Blessure |
| Ray Amm    | Norton | Blessure |

| Coureur        | Merk      |
| -------------- | --------- |
| Auguste Goffin | Norton    |
| Ewald Kluge    | DKW       |
| Roland Schnell | Horex     |
| Bill Lomas     | AJS       |
| George Brown   | AJS       |
| Les Graham     | Velocette |
| Syd Lawton     | AJS       |

### Top tien tussenstand 350cc-klasse
| Pos | Coureur                     | Merk         | Ptn     |
| --- | --------------------------- | ------------ | ------- |
| 1   | Geoff Duke (wereldkampioen) | Norton       | 32      |
| 2   | Reg Armstrong               | Norton       | 29 (33) |
| 3   | Rod Coleman                 | AJS          | 18      |
| 4   | Ken Kavanagh                | Norton       | 16      |
| 5   | Ray Amm                     | Norton       | 11      |
| 6   | Jack Brett                  | AJS          | 10      |
| 7   | Bill Lomas                  | AJS          | 9       |
| 8   | Syd Lawton                  | AJS / Norton | 7       |
| 9   | Ernie Ring                  | AJS          | 3       |
| 10  | Ewald Kluge                 | DKW          | 2       |

(Punten tussen haakjes zijn inclusief streepresultaten)

## 250cc-klasse
Maurice Cann verscheen slechts sporadisch bij WK-races. Hij reed op het eiland Man en in Ulster, waar hij gewoonlijk de 250cc-klasse won. Hij snoepte twee punten af van Enrico Lorenzetti, die in een hevige strijd om de wereldtitel was verwikkeld met Fergus Anderson. Voor broodheer Moto Guzzi maakte dat echter niet uit, want zowel Cann, Lorenzetti als Anderson reden voor dat merk en vierde man in het WK Les Graham had zijn Benelli ingeruild voor de - tot nu toe niet succesvolle - Velocette-250cc-racer. Hij werd daar vierde mee en ging Rudi Felgenheier in het wereldkampioenschap voorbij. Voor Lorenzetti bleef de schade beperkt: Anderson scoorde helemaal geen punten en liep nu een achterstand op.
| Pos | Coureur           | Merk         | Tijd | Punten |
| --- | ----------------- | ------------ | ---- | ------ |
| 1   | Maurice Cann      | Moto Guzzi   |      | 8      |
| 2   | Enrico Lorenzetti | Moto Guzzi   |      | 6      |
| 3   | Les Graham        | Velocette    |      | 4      |
| 4   | Ron Mead          | Velocette    |      | 3      |
| 5   | Benny Rood        | Velocette    |      | 2      |
| 6   | Ray Petty         | Norton       |      | 1      |
| 7   | David Andrews     | Excelsior    |      |        |
| 8   | T.D. Sloan        | Excelsior    |      |        |
| 9   | Chris Tattersall  | CTS          |      |        |
| 10  | Jock McCredie     | Excelsior    |      |        |
| 11  | Harry Stephen     | AJS-Triumph  |      |        |
| 12  | W. Ferguson       | Excelsior    |      |        |
| 13  | M. Bailey         | Excelsior    |      |        |
| 14  | G.A. Coulter      | New Imperial |      |        |

| Coureur     | Merk       | Oorzaak  |
| ----------- | ---------- | -------- |
| Bruno Ruffo | Moto Guzzi | Blessure |

| Coureur            | Merk                   |
| ------------------ | ---------------------- |
| Ewald Kluge        | DKW                    |
| Gotthilf Gehring   | Moto Guzzi             |
| Hein Thorn-Prikker | Moto Guzzi             |
| Hermann Gablenz    | Horex                  |
| Rudi Felgenheier   | DKW                    |
| Werner Haas        | NSU                    |
| Arthur Wheeler     | Moto Guzzi             |
| Bill Webster       | Pike-Rudge / Velocette |
| Fergus Anderson    | Moto Guzzi             |
| Syd Lawton         | Moto Guzzi             |
| Alano Montanari    | Moto Guzzi             |
| Bruno Francisci    | Moto Guzzi             |
| Nino Grieco        | Parilla                |
| Roberto Colombo    | NSU                    |
| Sieb Postma        | Moto Guzzi             |

### Top tien tussenstand 250cc-klasse
| Pos | Coureur            | Merk                | Ptn |
| --- | ------------------ | ------------------- | --- |
| 1   | Enrico Lorenzetti  | Moto Guzzi          | 26  |
| 2   | Fergus Anderson    | Moto Guzzi          | 20  |
| 3   | Les Graham         | Benelli / Velocette | 11  |
| 4   | Maurice Cann       | Moto Guzzi          | 10  |
| 5   | Rudi Felgenheier   | DKW                 | 8   |
| 6   | Bruno Ruffo        | Moto Guzzi          | 7   |
| 7   | Hein Thorn-Prikker | Moto Guzzi          | 6   |
| 8   | Syd Lawton         | Moto Guzzi          | 4   |
| 8   | Arthur Wheeler     | Moto Guzzi          | 4   |
| 8   | Hermann Gablenz    | Horex               | 4   |

## 125cc-klasse
De Auto-Cycle Union leek vastbesloten om de 125cc-klasse tot een succes te maken. In de TT van Man lukte dat nog redelijk, maar in Ulster kwam men opnieuw maar net aan het vereiste minimum van zes deelnemers. Van die zes haalden er slechts drie de eindstreep, maar voor Cecil Sandford was het genoeg om zeker te zijn van de wereldtitel omdat Carlo Ubbiali bij de uitvallers hoorde. Ubbiali kon door de laatste twee GP's te winnen nog op 34 punten komen, maar moest dan nog een streepresultaat (6 punten) wegstrepen, waardoor ze beiden op 28 punten zouden staan. Dan telde het aantal overwinningen: drie voor Sandford en twee voor Ubbiali. Het was de eerste wereldtitel voor MV Agusta, dat veel investeerde in de 500cc-racers, maar in die klasse nog vier jaar van de wereldtitel verwijderd was. Het is heel goed mogelijk dat MV Agusta per se wilde dat de race zou doorgaan en daarom machines ter beschikking stelde aan Bill Lomas, Charlie Salt en Harvey Williams.
| Pos | Coureur        | Merk      | Tijd | Punten |
| --- | -------------- | --------- | ---- | ------ |
| 1   | Cecil Sandford | MV Agusta |      | 8      |
| 2   | Bill Lomas     | MV Agusta |      | 6      |
| 3   | Charlie Salt   | MV Agusta |      | 4      |

| Coureur           | Merk      | Oorzaak |
| ----------------- | --------- | ------- |
| Carlo Ubbiali     | Mondial   |         |
| Cromie McCandless | Mondial   |         |
| Harvey Williams   | MV Agusta |         |

| Coureur             | Merk      |
| ------------------- | --------- |
| Hermann Paul Müller | Mondial   |
| Hubert Luttenberger | NSU       |
| Werner Haas         | NSU       |
| Ashley Len Parry    | Mondial   |
| Frank Burman        | EMC-Puch  |
| Les Graham          | MV Agusta |
| Angelo Copeta       | MV Agusta |
| Emilio Mendogni     | Morini    |
| Guido Sala          | MV Agusta |
| Luigi Zinzani       | Morini    |
| Romolo Ferri        | Morini    |
| Lo Simons           | Mondial   |

### Top tien tussenstand 125cc-klasse
| Pos | Coureur                         | Merk      | Ptn |
| --- | ------------------------------- | --------- | --- |
| 1   | Cecil Sandford (wereldkampioen) | MV Agusta | 28  |
| 2   | Carlo Ubbiali                   | Mondial   | 18  |
| 3   | Werner Haas                     | NSU       | 8   |
| 4   | Angelo Copeta                   | MV Agusta | 7   |
| 5   | Bill Lomas                      | MV Agusta | 6   |
| 6   | Luigi Zinzani                   | Morini    | 5   |
| 7   | Ashley Len Parry                | Mondial   | 4   |
| 7   | Charlie Salt                    | MV Agusta | 4   |
| 9   | Cromie McCandless               | Mondial   | 3   |
| 9   | Guido Sala                      | MV Agusta | 3   |

1922 · 1923 · 1924 · 1925 · 1926 · 1927 · 1928 · 1929 · 1930 · 1931 · 1932 · 1933 · 1934 · 1935 · 1936 · 1937 · 1938 · 1939 · 1946 · 1947 · 1948 · 1949 · 1950 · 1951 · 1952 · 1953 · 1954 · 1955 · 1956 · 1957 · 1958 · 1959 · 1960 · 1961 · 1962 · 1963 · 1964 · 1965 · 1966 · 1967 · 1968 · 1969 · 1970 · 1971 · 1973 · 1974 · 1975 · 1976 · 1977 · 1978 · 1979 · 1980 · 1981 · 1982 · 1983 · 1984 · 1985 · 1986 · 1988 · 1989 · 1990 · 1991 · 1992 · 1993 · 1994 · 1995 · 1996 · 1997 · 1998 · 1999 · 2000 · 2001 · 2002 · 2003 · 2004 · 2005 · 2006 · 2007 · 2008 · 2009 · 2010 · 2011 · 2012 · 2013 · 2014 · 2015